# Niohuru X
Niohuru X es una artista drag, maquilladora y diseñadora de moda china, ganadora de la quinta temporada de The Boulet Brothers' Dragula.

## Primeros años
Niohuru creció en Tianjin, un municipio de China, y creció en una pequeña comunidad conservadora.
Se mudó a estudiar diseño de moda en Nueva York, pero no finalizó sus estudios.

## Carrera
Niohuru comenzó a hacer drag durante la pandemia de Covid-19 mientras residía en Estados Unidos. Su principal inspiración es el folklore chino.
Su especialidad es la creación de maquillaje físico en 3D que cree una imagen digital.
En 2023 fue una de las artistas invitadas en el videoclip "Agora Hills" de la cantante Doja Cat. Ese mismo compitió en la quinta temporada de The Boulet Brothers' Dragula, siendo la primera concursante china del programa. Fue la ganadora del primer episodio, tras crear y desfilar con un look basado en los Huli jing de la mitología china. Finalmente fue declarada vencedora de la temporada.

## Vida personal
Durante su paso por The Boulet Brothers' Dragula, Niohuru estableció una relación y romántica con el concursante colombiano Orkgotik, a quien conoció en el programa. Tras finalizar la grabación de él programa Orkgotik se mudó a Los Ángeles, ciudad de residencia de Niohuru. Su relación, una vez hecha pública, recibió un fuerte apoyo por los seguidores del programa.

## Filmografía

### Televisión
| Año  | Título                                      | Papel    | Notas        |
| ---- | ------------------------------------------- | -------- | ------------ |
| 2023 | The Boulet Brothers' Dragula (5ª temporada) | Ganadora | 10 episodios |